# أسطوانة مدرجة

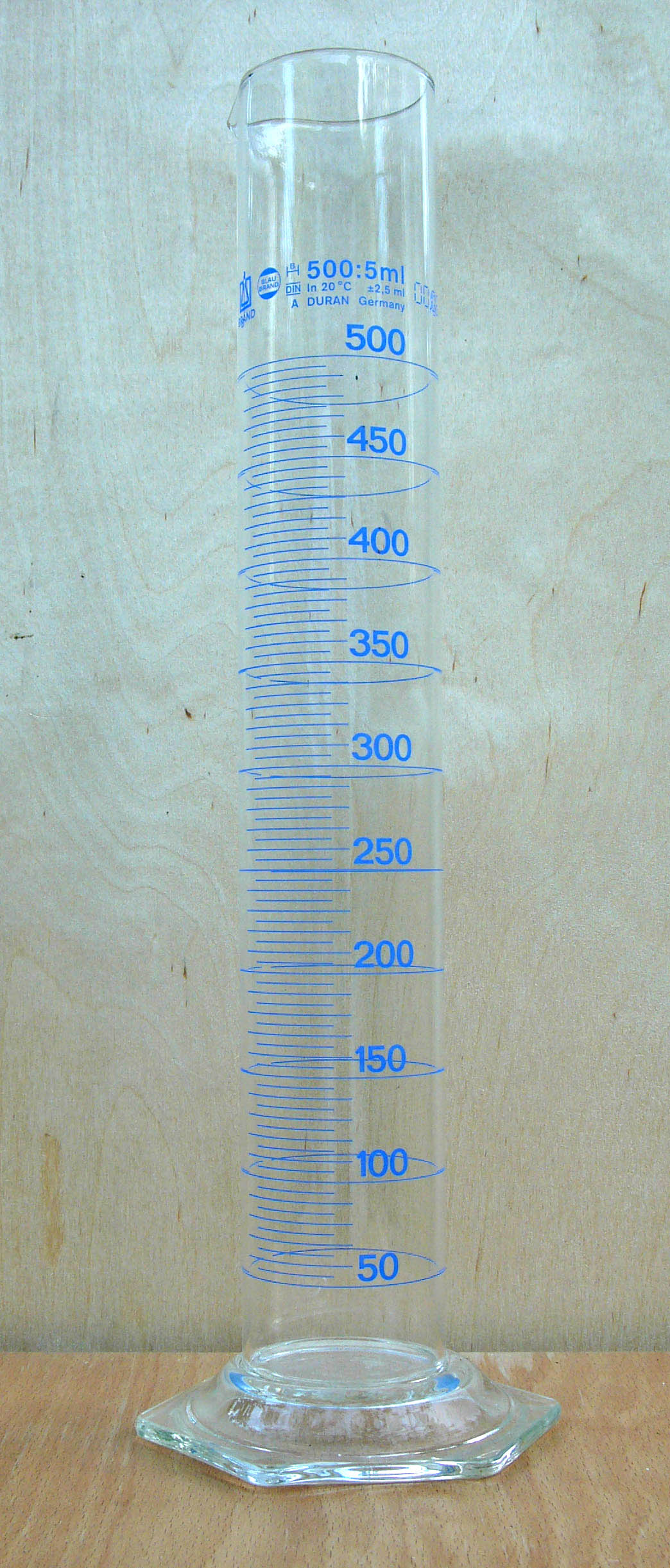
أسطوانة مدرجة.

الأُسْطُوَانَة المُدَرَّجَة أو المِخْبَار المُدَرَّج، ويسمى أيضًا المِقْيَاس المُدَرَّج، هي إحدى تجهيزات المختبرات الكيميائية، تستخدم لقياس حجوم
السوائل بدقة جيدة نسبياً تصل إلى 0.5 مل من أجل التطبيقات الكيميائية المختلفة، حيث أنها تعد أكثر دقة من الدوارق المختلفة، لكنها ليست بدقة الممص على سبيل المثال.
كما يوحي الاسم فإنه عبارة عن إناء زجاجي على الغالب له شكل أسطوانة عليها تدريجات من الخارج كل منها يساوي 1 مل، وله قاعدة متصلة.
عند قراءة الحجم الموجود في الأسطوانة المدرجة يجب الانتباه إلى القراءة السليمة، وهي النظر إلى أسفل تقعر السائل الموجود في الأسطوانة.